# Dom Daniela Grotha w Szczecinie
Dom Grotha – zabytkowy drewniany budynek mieszkalny z przyległym ogrodem, znajdujący się przy ulicy Dubois 6 na szczecińskim Drzetowie-Grabowie.
Pochodzący z połowy XIX wieku budynek należy do najstarszych zachowanych na terenie Grabowa. Wzniesiono go w konstrukcji szachulcowej, z użyciem drewna modrzewiowego. Użycie nietrwałych materiałów było spowodowane usytuowaniem budynku na przedpolach szczecińskiej twierdzy. Pierwszym jego właścicielem był przedsiębiorca przewozowy Daniel Groth, później kilkukrotnie zmieniał właścicieli. W 1912 roku dom poddano renowacji, dobudowując m.in. ogrodową werandę. Ostatnim przedwojennym właścicielem domu był lekarz W. Leithoff.
Budynek przetrwał nienaruszony II wojnę światową. Po 1945 roku mieściła się w nim Stacja Sanitarno-Epidemiologiczna. W 2005 roku niszczejący dom zakupiła architekt Karolina Gołębiowska. Po renowacji ulokowano w nim biura firmy Genius Loci Architects wraz z pracownią i salą kameralną.